# مؤسسة بياني للعلوم والإدارة للفتيات
مؤسسة بيانى للعلوم والإدارة للفتيات هي كلية خاصة للفتيات في «جايبور» مدارة بواسطة «مجتمع بيانى التعليمى» في ولاية راجستان في الهند، ولقد تم تسجيل مجتمع بيانى التعليمى في «قانون تسجيل مجتمع راجستان،1957»

## معترف بها من قبل
تنتمي المؤسسة إلى جامعة راجستان التقنية، كوتة.المؤسسة أيضا، معترف بها من قبل لجنة الهند للتعليم التقني.

## المنشآت
للمؤسسة مبنى في جايبور، راجستان، الهند.